# ريتشارد بارنز
ريتشارد بارنز (بالإنجليزية: Richard Barnes)‏ (5 سبتمبر 1852 - 30 أبريل 1902) هو لاعب كريكت أسترالي. لعب مع فريق تسمانيا للكريكت.

## وصلات خارجية
- ريتشارد بارنز على موقع إي آس بي آن كريك إنفو (الإنجليزية)